# Timothy Truman

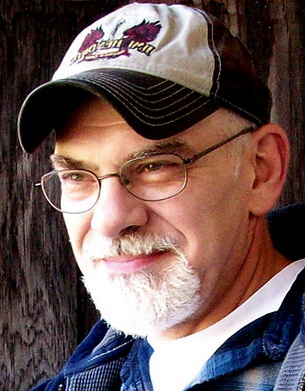
Timothy Truman

Timothy Truman (* 9. Februar 1956 in Gauley Bridge, West Virginia) ist ein US-amerikanischer Comicautor, -zeichner und Musiker.

## Leben und Arbeit
Nach dem Besuch der Gauley Bridge High School begann Truman 1974 parallel am Columbus College of Art and Design in Ohio und an der West Virginia University zu studieren. Von 1979 bis 1981 besuchte er zudem die Joe Kubert School of Cartoon and Graphic Art in New Jersey. 1981 ging er nach New York City, wo er zunächst Rollenspielkarten illustrierte.
Für den Independent-Verlag First Comics schuf Truman gemeinsam mit John Ostrander die Reihe „GrimJack“, deren erste Geschichte im November 1983 in dem Comicheft Starslayer #10 erschien. Nachdem „GrimJack“ bis einschließlich #18 in Starslayer veröffentlicht worden war, wurde die Reihe in einer eigenen eponymen Serie fortgesetzt die 81 Ausgaben erreichte. Eine weitere Independent-Arbeit war der „Comic Scout“ von 1985, ein futuristischer Western, dem später „Scout: War Shaman“ folgte.
Während er für den Verlag Dark Horse Comics an Comics über die Kinostoffe Tarzan, Star Wars und Conan arbeitete, schuf er für den Verlag Eclipse die Reihe „Prowler“ und revitalisierte den Klassiker „Airboy and the Heap“. Für Valiant Comics schuf er „Turok: Dinosaur Hunter“.
Für den Verlag DC Comics arbeitete Truman indessen ab 1991 an der Science-Fiction-Serie „Hawkman“ – die er als „Hawkworld“ grundlegend neu interpretierte – sowie an der ins Horrorgenre hinübergreifenden Westernreihe „Jonah Hex“. Hinzu kam die Miniserie „Guns of the Dragon“ in der er den Westernhelden „Bat Lash“ und den deutschen Jagdflieger „Enemy Ace“ für ein gemeinsames Abenteuer zusammenbrachte.
Gegenwärtig arbeitet Truman als Nachfolger von Kurt Busiek an der Serie „Conan“ und fungiert als Dozent am Pennsylvania College of Art and Design.
Truman, der in seinem Haus in Lancaster ein eigenes Tonstudio besitzt, ist ein begeisterter Musikliebhaber und hat bislang mindestens zwei CDs veröffentlicht. Ungleich wichtigere Beiträge für die Musikbranche als seine unmittelbar musikalischen Werke leistete er allerdings durch seine langjährige Zusammenarbeit mit der Band Grateful Dead für die Truman über Jahrzehnte die Designs für CD-Cover, Tourposter und T-Shirts entwarf.